# ヒメノスピア
『ヒメノスピア』は、原作：村田真哉、作画：柳井伸彦による日本の漫画。『月刊ヒーローズ』（ヒーローズ）にて2017年4月号から2020年11月号まで連載、以後はウェブコミック配信サイト『コミプレ』内「わいるどヒーローズ」に移籍して2020年12月11日から2021年4月16日まで配信された。

## あらすじ

### 第1章
西東京市鷺宮。女子高生・園藤姫乃は、学校では皆から虫けらのように虐げられ、家では母親のかつての愛人のことが切っ掛けで母親に暴力を振るわれる毎日。だが、謎の赤い蜂に刺され、それを無理矢理食べさせられてからは事態が一変。翌日、母親がこれまでの仕打ちを謝罪する等のドラマのワンシーンのような出来事が起き、学校に行けばいままでイジメの中心人物だった服部渚が別人のようになって姫乃を庇い始めた。これは全て人間に寄生するハチから与えられた「針」によるもので、しかも、姫乃はその「針」で「兵士」を増やす「女王」となっていた。「女王」の「針」のお陰で平穏な暮らしをようやく手に入れたかに見えた。だが、渚達が姫乃に援助交際を求めた担任を殺害したことが切っ掛けで、姫乃が「女王」であることが日本政府に知られてしまう。
警視庁公安部特務捜査課の黒田二郎は、フジモト生物化学研究所所長の藤本康臣や主任の原口理栄に「兵士」達が犯罪組織化していることから、「女王」は既に死んでいると予想するが、その予想はハズレで黒田は人数不足を理由に撤退。姫乃と接触した藤本は、「針」の形状がこれまでの「兵士」の物と違うことに驚き、原口が姫乃の「針」に刺された。警視庁警視総監の土岐田は、今回の黒田の敗北を「女王」捕獲と「兵士」を生み出す機構の解析の未曾有の好機と考え、公安部特務捜査課の指揮のもと警備部機動隊と特殊急襲部隊に協力を要請し、「女王」・姫乃を捕獲する作戦が始まった。校内に突撃した特殊急襲部隊が「兵士」や一般生徒を躊躇無く殺しながら徐々に姫乃に近付く。この事態に姫乃は、自分だけ逃げ延びることを拒否したが、渚の説得で逃亡を決意する。事前に「針」を刺しておいた原口の協力を得て学校からの脱走に成功する。
だが、特殊急襲部隊の殺戮行為を姫乃を首謀とする集団テロと言うことにされた上に、母親も留置所に移送される。ところが事件から一週間が経過したが、いまだに姫乃は東京に現れない。これこそが母親を奪還するための「女王」・姫乃の作戦であった。姫乃は密かにアナウンサーの鹿島優美を「兵士」に変え、鹿島の人脈を通じて警察関係者を徐々に浸食していったのだ。警視総監の妻や娘まで「兵士」に変えた姫乃は、母親奪還に動くが、テレビに映っていたのは変装した別人で、母親は既に射殺されていた。母親の死を知った姫乃は、「もう終わりにする」べく母親を奪還するために築き上げた人脈に連絡して校内での陰惨な銃撃戦の真相をネットやテレビに流させ、警察の権威を失墜させた。全ての手駒を失った黒田であったが、15年前に蜂が絡んだ爆破テロ事件に妻と妻が身籠っていた子供を失っていたこともあってか最期まで姫乃に敗れたことを認めず、黒田は姫乃の「針」に殺された。
その後、テレビ局の単独インタビューに応じる姫乃。そこで国を作ることを表明。自身に備わっている特殊能力があれば犯罪も暴力も貧困もない全ての人の直向きさが踏み躙られることなく報われる完璧な社会が作れると語る。

### 第2章
警察と姫乃達との陰惨な戦いから1年が経過した。かつて西東京市鷺宮と呼ばれていた町は、「女王」・姫乃の理想を具現化した楽園都市（ヒメノスピア）へと生まれ変わり、バチカン市国のような特別自治区となっていた。
そんなヒメノスピアに1人の少女が転校して来た。少女の名は安達瑞。だが、転校早々ある程度以上の好意や親切など善意から来る無償の奉仕を受けると自律神経を失調し突如目眩や吐き気に襲われる「善意アレルギー」と言う持病の影響によって失神してしまう。それでも、銀座の高級クラブに勤める人気ホステスで瑞の母親でもある安達瑠至亜を本来の性格に戻すため姫乃がいる学校に通い続けなけてばならない。瑠至亜もまた、1年前の戦いの時に人脈を利用するために「兵士」に変えられていたのだ。
だが、「女王」・姫乃を実際に見て驚きを隠せない瑞。他人に自分を女王と呼ばせて憚らない教祖気取りのサイコ女とばかり思っていた姫乃が、実際は地味な元虐められっ子だったからだ。予想と現実の乖離と姫乃が醸し出す和やかなムードに嫌気を感じた瑞は、母親を人間に戻す方法の模索も忘れて姫乃を殺そうとするが、渚に完膚なきまでに叩きのめされて拘束された。それでも、姫乃の行いを身勝手な洗脳だと罵る瑞に対し、姫乃は自身の針がおよぼす効果は洗脳ではないと語る。瑞の母親は優しくなった訳ではなく、強くなったのだと。態度の変化は唯の副産物であり、よく話し合えば分かるはずだと伝える。実際、瑠至亜の性格が変わったように見えたあの出来事は瑞に対する嫌がらせで、姫乃への愛情が膨れ上がった以外は本質的なモノは何も変わっていなかったのだ。そこで、瑞は作戦を変え、誰も気付いていない姫乃の弱点を見つけるために生徒会に加入し、全てを知ったうえで姫乃を否定してやろうと考えた。
一方、160年近くも「女王」を続け、アメリカ大統領さえも隷属させる力を持つアメリカ人「セレナ・セルバンテス」が「女王」・姫乃に逢うべく来日した。

## 登場人物

### 主要人物
園藤姫乃（えんどうひめの）
第1章の主人公で本作の中心人物。鷺宮女子高等学校に通う高校生。
学校では「虫」と呼ばれて悪質な虐めを受け、家に帰れば母親から不当な家庭内暴力を振るわれる日々を送っていた。顔や右肩の大きな痣は、母親にアイロンを押し当てられた時の傷。自分の部屋しか居場所が無く、自分のことを過小評価していたが、謎の赤い「蜂」に刺され、それを無理矢理食わされたことで事態が一変。「女王」の力を得たことで次々と仲間を増やして憧れだった普通の生活を手に入れる。だが、「女王」の力を持つことが発覚したことで、その力の解析を目論む公安部特務捜査課に追われる立場となった。母親と多くの仲間を失いながらも、「女王」の力を使って警察組織を徐々に浸食していき、同級生達の仇とも言える公安部特務捜査課の黒田を倒すことに成功する。
それ以降、来るべき次の戦いに備え、表向きは犯罪も暴力も貧困も無い理想郷だが、実際は平和と調和を奪う敵を倒すための戦争都市「楽園都市（ヒメノスピア）」を築き上げた。
「女王」の力を得る以前は、前述のこともあってかブスでバカで根暗で何の取柄も価値もないとネガティブな評価を自分に下していたが（それに対して、黒田は普通に対する強い憧憬の持ち主だと断定した）、「女王」に覚醒して以降は、大胆で緻密な計略を行えるようになっており、安達瑠至亜曰く「控え目な物腰と憂いを帯びた眼差しの奥に激しい気性と冷徹な思考が潜んでいる気高く美しい女王」。
服部渚（はっとりなぎさ）
鷺宮女子高等学校に通う不良生徒。かつては姫乃に対する悪質なイジメの主犯格で、姫乃の裸をスマホに撮ってSNSにアップしていたが、姫乃に「蜂」の死骸を無理矢理食わせた直後に（ほぼ無意識に）発動した「女王」の「針」に刺されて以降は、姫乃の親友兼腹心となった。数少ない鷺宮女子高銃撃テロ事件の生き残りでもある。
性格は非常に攻撃的だが、友人に対しては非常に気さくで、「兵士」化の影響なのか姫乃に対してやや暴走気味な愛情を懐いている。リーダーシップを発揮することもあり、姫乃に代わって「兵士」達を指揮したり今後の方針を提案することもある。
藤本康臣（ふじもとやすおみ）
昆虫研究の権威で元フジモト生物化学研究所所長。公安警察特務捜査課の依頼で「蜂」の研究を行っており、その研究結果を基に黒田達に助言を与えていた。だが、アメリカ政府の隠蔽工作もあってかセレナや姫乃のような「女王」になれる女性の存在には直ぐには気付けなかった。
鷺宮女子高銃撃テロ事件では、姫乃の逃亡を手助けしようとした助手の原口を研究者としての本分と好奇心を理由に助長させたため、逃亡幇助と公務執行妨害の容疑で逮捕されて研究所を追放された。その後、「蜂」の観察を続けたい一心で鷺宮女子高等学校に転がり込み、そのまま保健医に転職した。
一見すると気さくな中年男性だが、雌至上主義を掲げながら男尊女卑がまかり通る人間社会が「社会性生物としては落第点」や「人間は進化に失敗した」で、虫の能力や経歴を非常に高く評価したうえで蜂の眷属こそが地球の真の支配者と考える。
安達瑞（あだちみず）
第2章からの主人公。目つきと素行が凶暴な少女。15歳。母親から長年隠れ育児放棄という仕打ちを受けており、それに完全に慣れてしまったことで誰に愛されずとも生きていける頑丈な自立心を手に入れる代償として、誰彼構わず悪口が吐ける「集団行動不能」とナイフやスタンガンを常備し続けることが出来る「倫理感覚欠如」と善意から来る無償の奉仕を受けると目眩や吐き気に襲われる「善意アレルギー」を患ってしまった。
その後、母親が「兵士」化に伴う性格変異によって、誕生日をちゃんと祝えるなどのまともな母親に変わり果ててしまったために家に居られなくなり、母親の性格を戻す方法と元凶である姫乃を殺す方法を求めて鷺宮女子高等学校に転校した。
姫乃に対する評価は、詳細を知らなかったこともあってか二転三転しており、会う前は「教祖気取りのサイコ女」だと思い込み、平然と花壇いじりをしている姫乃を目撃した時は「気迫もカリスマ性も感じない普通以上に普通の女子高生」と解釈し、姫乃の詳細と覚悟を知って初めて「本物の化物」と認めた。
結局、姫乃のことを生理的に受け入れられずに殺害を決意するが、渚に返り討ちにされて拘束された状態で「女王」の「針」がおよぼす効果と「楽園都市（ヒメノスピア）」の正体を聞かされた。それでもなお姫乃打倒を諦めきれず、姫乃を観察して弱点を見つけ出して自分の手で「楽園都市（ヒメノスピア）」を滅ぼすべく生徒会加入を決意する。
セレナ・セルバンテス
160年近くも「女王」を続けているアメリカ人女性（正確には1862年6月11日から）。1850年代にニューヨークのファイブ・ポインツのスラムで産まれ、6歳で物乞い、7歳で盗み、8歳で身体を売ることを覚えたと言う壮絶な前半生の持ち主で、9歳で「女王」の力を得てしばらくは「これで子供が死なない世界が作れる」と言う信心に取り憑かれていたらしい。その後、秘密裏に「女王」の力を使用していくうちに徐々に方向性が変わっていき、アメリカ大統領を隷属扱いするほどの女王気質となった。
使用期間が長いせいか姫乃より「女王」の力に詳しく、いまだに16歳のような若さを保っており（彼女曰く「働きバチと女王バチの違いに似ており、16歳で肉体の最盛期を迎えてそのまま加齢しなくなる」）、たった1回だけ「女王」の力を使用しただけで目の前のデモを自滅に導いた。
気丈な策士で基本的には上から目線だが、気に入った相手に対しては気さくで無邪気。また、性欲旺盛で複数の「兵士」達とのレズ行為におよぶなど掴み難い性格で、渚と瑞は理解に苦しんだ。彼女自身は姫乃のことを高く評価したが、当の姫乃は幼さと未熟さを思い知らされて焦りを覚えた。

### 鷺宮女子高等学校
時坂涼子（ときさかりょうこ）
渚の取り巻きの1人。最初の内は渚達と共に姫乃に対する悪質なイジメを行っていたが、渚の性格変異を問い質そうと姫乃に暴力を振るっていた時に他の3人と共に「女王」の「針」に刺されて姫乃の「仲間」になった。渚達と共に姫乃に悪質なセクハラをした担任を殺害したことで警視庁公安部特務捜査課に目を付けられた時は、姫乃に「仲間」を増やすことを提案し、1度目の防衛戦では黒田に警告を伝える役目を買って出た。だが、黒田が懲りずにまた学校にやって来たため、再度警告するために1人で黒田のところに向かうが、攻撃する暇無く黒田に射殺された。
金古登（かねこのぼる）
姫乃達が所属するクラスの担任を務める男性教師。口では親切そうなことを言ってはいるがあまり良くない噂が多く、急に姫乃と渚達が仲良くなったことを援助交際をやらされていると誤解した上で露骨に姫乃に代償を求めた。母親からの暴力の原因となった男のことを思い出したのと惨めな生活に戻りたくない一心の姫乃によって「女王」の力を食らうが、男性だったので「兵士」化せず、姫乃を化物扱いしながら逃亡を図ろうとするが、待ち伏せしていた渚達に殺害された。このことが切っ掛けで姫乃が警視庁公安部特務捜査課に目を付けられ、鷺宮女子高銃撃テロ事件の引き金となった。
三村巴（みむらともえ）
鷺宮女子高等学校の生徒。警視庁公安部特務捜査課に証言を求められた際、1度目は渚達が行っていた姫乃に対する悪質なイジメを面白可笑しく語っていたが、その後すぐに「兵士」化したため、たった2日で証言を翻す。鷺宮女子高銃撃テロ事件では、姫乃の逃走時間を稼ぐべく他の「兵士」達と共に警察の特殊急襲部隊と戦うが、善戦空しく「兵士」以外の生徒達と共に射殺された。
玄野二穂（くろのにほ）
生徒会役員で2年C組の生徒。「兵士」にしては珍しく姫乃否定派で、秘密裏に瑞との結託を目論んでいる。物静かそうな見た目に反して激情家で、蠅に会話を妨害されただけで激怒する等、瑞曰く「イカレた」性格の持ち主。

### 「兵士」
園藤知世（えんどうともよ）
姫乃の母親。元愛人に姫乃を全裸にされた際、外出中のために詳細を知らなかったこともあってか寝取られたと勘違いして暴力を振るい、アイロンを顔や右肩に押し当てた。経緯は不明だが、その愛人とは別れたらしい。その後、姫乃を無視するようになった他、酒を飲むと前述のことを思い出して姫乃に暴力を振るっていたが、「兵士」化の影響によって今までの虐待の数々を恥じて姫乃に謝罪し改心した。だが、鷺宮女子高銃撃テロ事件の時に自宅に居たところを警察の特殊急襲部隊に襲われ善戦空しく射殺された。その上、自分の偽物を人質に取ることで姫乃を誘き寄せると言う屈辱的な敗北を味わわされた。好きな花はハルジオンで、姫乃も学校の花壇で育てている。
原口理栄（はらぐちりえ）
フジモト生物科学研究所研究主任。最初は派遣事務員として研究所にやって来たが、履歴書に同封した大学の卒論を藤本に気に入られて主任研究員に抜擢された。藤本曰く「私より勉強熱心で、私より「蜂」に詳しい」。だが、女性の「女王」化までは見抜けず、最初の内は姫乃を「蜂」を失って暴走しつつある「兵士」と勘違いした。その上で藤本を姫乃から庇おうとしたが、逆に彼女が姫乃の「女王」の「針」に刺された。事前に対「兵士」用ワクチンを接種していたが、結局「女王」の力に屈して「兵士」化してしまった。鷺宮女子高銃撃テロ事件では、姫乃の逃走経路を確保するべく藤本の協力のもと警視庁のデータベースに不正アクセスをして姫乃と渚を長野の観測施設に匿おうとしたが、母親奪還を計る姫乃が自分達の警告を無視して東京に帰ってしまった。その後は、姫乃のもとを離れて「蜂」解析に没頭し、まるで「女王」・セレナの出現を予見するかのような事実に辿り着いた。
鹿島優美（かしまゆみ）
TBN所属の女性アナウンサー。勝ち組意識が高くちょくちょくスタッフに自分が取材する必要性を訊ねており、スタッフやプロデューサーは彼女の御機嫌取りに四苦八苦していた。鷺宮女子高銃撃テロ事件を最初の内は「下位カーストの暴走」と侮っていたが、彼女の人脈を利用しようとした姫乃に「兵士」に変えられたことで完全に手の平を反して姫乃に全面協力をすることを決意する。その後は、姫乃の合図を受けて鷺宮女子高銃撃テロ事件の真相を姫乃達が不利にならない程度にネットやテレビに流出させ、公安部特務捜査課の一時的解体の一因となった。
安達瑠至亜（あだちるしあ）
銀座の女王（ビックマダム）と謳われる人気ホステス。本来は竹を割ったような性格だが、長年娘である瑞に隠れ育児放棄という仕打ちをしており、瑞に「男を喰い物としか見ていない売女」や「クズの中のクズ」と酷評され、自身も「嘘で塗り固めた人生の中で性根がねじ曲がった愚かで不器用な母親」と自己評価している。しかも、彼女の人脈を利用しようとした姫乃に「兵士」に変えられたことで、瑞のために誕生日ケーキを作ってあげるなどのまともな母親面をするようになり瑞の善意アレルギーを悪化させた。これこそが瑞が姫乃殺害を決意する動機であり、瑞が彼女の性格が変異したと勘違いする要因でもあった。さらに、前述の誕生日ケーキは瑞への嫌がらせであって、今一番愛しているのは姫乃だと瑞に告げた（因みに、瑞は二番目）。これより、瑞は姫乃の観察と「楽園都市（ヒメノスピア）」の壊滅を目論むようになった。
ジョイス
「女王」・セレナに仕える「兵士」の内の1人。セレナに対してため口を叩くこともあるが、セレナへの愛情や忠誠心は非常に高い。戦闘では攻撃を担当しており、「兵士」の「針」以外にも狙撃用ライフルなどの銃火器を使用する。
マージョリー
「女王」・セレナに仕える「兵士」の内の1人。ジョイスと違ってセレナの前では礼儀正しく振舞おうとしている。セレナへの愛情や忠誠心は非常に高い。戦闘では指揮系統維持を担当しており、スマホなどを使ってセレナや他の「兵士」達と連絡を取り合っている。

### 警察組織
黒田二郎（くろだじろう）
公安警察特務捜査課課長。「蜂」関連の事件の捜査を行っている。上の意向（警視総監以外であることだけは確かだが詳細は不明）により渋々「女王」・姫乃捕獲作戦を指揮しているが、15年前に発生した「蜂」絡みの爆破テロ事件に妊娠中の妻を奪われているため、本当は「蜂」の死滅を望んでいる。渚達が姫乃に悪質なセクハラをした担任を殺害したことを切っ掛けに姫乃の存在を知り、尋問中に見せた「蜂」の死骸に対する反応などから姫乃と「蜂」との浅からぬ因縁を確信するが、当初は姫乃が「女王」だとは気が付かず、涼子の進言によって大幅に増えた「兵士」達に1度は返り討ちにされ「姫乃に近付くな」と警告される。しかし、警視総監に警備部機動隊と特殊急襲部隊を指揮することを許可されたので鷺宮女子高の制圧を強行し、「兵士」達どころか判別困難を理由に「兵士」以外の生徒まで射殺し、姫乃の自宅に向かわせて姫乃の母親まで射殺した。しかし、渚の尽力と藤本達の裏切りによって姫乃を取り逃がしてしまう。そこで、姫乃が普通に対する強い憧憬の持ち主だと推理した上で鷺宮女子高銃撃テロ事件を警察側の都合が良い形で報道させ、母親（によく似た役者）を逮捕したとテレビに流させた。だが、これが姫乃に警察組織を浸食するだけの時間と勇気を与えてしまい、最終的にはほぼ一騎打ち状態にまで追い詰められた。それでもなお負けを認めず害意を取り下げなかったため、とうとう姫乃に惨殺された。
大貫賢（おおぬきけん）
かつて公安警察特務捜査課に所属していた刑事。鷺宮女子高銃撃テロ事件の時は、逃走経路を予想しながら姫乃達を待ち伏せしたが、姫乃の逃走経路を確保しようとした原口に轢き逃げされて重傷を負い、そのまま戦線を離脱した。その後、姫乃の策略によって発生した不祥事の責任を取るための一時的解体を理由に特務捜査課を追い出されるが、特務捜査課の任務を引き継いだ公安部第6課に転属され、再び「蜂」の敵になった。よく藤本に意見を求めることがあり、藤本が鷺宮女子高保健医に転職してからも藤本の解説の聞き手を務めている。
土岐田克樹（ときたかつき）
警視庁警視総監。姫乃が「女王」化したと聞き、「兵士」の数が数百名におよぶ可能性を危惧しつつも「女王」の力を解明する未曾有の好機と捉え、特務捜査課に警備部機動隊と特殊急襲部隊の使用を許可し、「女王」・姫乃の生け捕りを命じた。しかし、黒田の推理を信じて待ちに徹したことが仇となり、妻と娘を「兵士」に変えられると言う致命的な失態を犯してしまった。
真鍋進造（まなべしんぞう）
日本国内閣総理大臣。姫乃の策略によって発生した不祥事による支持率急降下を恐れて、特務捜査課などと言った「蜂」関連の組織や施設を一時的に解体した。だがそれは表向きに過ぎず、特務捜査課を「警視庁公安部第6課」に改名させる形で復活させたり、「女王」・セレナに関するアメリカの恥部に薄々気付きかけてる状態でありながらトランポリン大統領に「蜂」の駆除に関する協力を求めたりするなど、姫乃にとってはある意味最凶の敵と言える存在である。

### その他
高瀬（たかせ）
フジモト生物科学研究所職員。何かと原口主任の言動に振り回され気味。
ロナルド・トランポリン
アメリカ合衆国大統領。楽園都市（ヒメノスピア）の存在を全否定しており、恫喝を加えたオーバーな演説を行ったり、このままだと日本が消えると警告して真鍋総理の尻に火を付けたりした。だが、実際は「女王」・セレナの隷属にすぎず、前述の全否定の内のいくつかは彼女に言わされたものであった。

## 用語
赤い蜂
本作の元凶とも言える寄生バチ。作中では単に「蜂」と呼ばれている。一般的なハチ目とは違い、基本的には「女王」しかおらず、働きバチは1匹もいない。そのため、人間の女性に体内の毒素を注入することで「女王」を護る「兵士」に変える社会寄生を図っている。また、実際には「女王」の因子を注入するか否かを選択する機能が備わっており、セレナや姫乃のような「女王」の力を持つ女性を意図的に作り出してさらに社会寄生を効率的で大規模にしようと図っている。その一方、男性に対しては一般的なハチ目と同程度の効果しかもたらさず、「兵士」化した男性は1人もいない。このことについて藤本は、「蜂」が社会形成に不可欠な少数の女性のみを支配下に置けば最小限の変革のみで全体を乗っ取ることが出来ると考えているからだと推測した。ただし、「蜂」の寿命は1年程度であり、「女王」となった女性の力を借りずに作れる「兵士」の数は10人ほどとされている。
「女王」と「兵士」
「蜂」に刺された女性のこと。共通点としては、「蜂」に刺されると「針」と呼ばれる伸縮自在で長い管状のハチ目腹部を得る。それ以外は役割によって与えられる機能が大きく変わる。「兵士」は働きバチで、「女王」や巣の警護、外敵の駆除を行う。また、「兵士」が「女王」に造反することを防ぐため、「女王」への愛情を増幅し膨張させている。ただし、自分を「兵士」に変えた「蜂」または「女王」が死亡すると、目的を見失って情緒が乱れて攻撃性が増してしまう。「女王」はその名の通り女王バチ（生殖虫）で、「蜂」と同様に「針」で体内の毒素を注入して「兵士」の製造を行う。「蜂」の社会寄生戦略の最重要存在であるため、16歳付近で加齢が停止して160年を超える膨大な寿命を持つ不老長寿となる。
西東京市鷺宮 / 楽園都市（ヒメノスピア）
姫乃達が暮らしている街。最初の内は関東地方に在る都市の内の1つにすぎなかったが、鷺宮女子高銃撃テロ事件による世紀の警察不祥事を切っ掛けに姫乃の手によって建て直しが図られ、女性優遇措置と犯罪発生率ゼロをスローガンに掲げる特別自治区へと生まれ変わった。姫乃が生み出した「兵士」達が街のあらゆる場に溶け込んでおり、効率的に街を監視することで犯罪率を激減させている。また、行政に関わる公務員は殆どが女性であり、これにより女性目線による政策を講じやすくしている。だが、これらは建前にすぎず、特別自治区設立の本当の狙いはいずれ訪れる筈の新たなる戦いに備えて力を蓄えるための戦争都市であった。
鷺宮女子高等学校
姫乃達が通う学校。悪質なイジメや援助交際が横行する等、生徒や教師の素行は悪い。姫乃が「女王」となり、渚達が姫乃を護ろうと金古を殺害したことから公安警察特務捜査課に目を付けられ、姫乃を捕獲しようとした特殊急襲部隊によって「兵士」以外を含めた大多数の生徒達を射殺された。その後、鷺宮が特別自治区となった際に姫乃の手によって建て直され、生徒達の素行も大幅に改善されたが、その代償として生徒会役員の大半が「兵士」化した。
フジモト生物化学研究所
藤本康臣が所長を務める研究施設。様々な動植物の研究を行っており、「蜂」の研究の専門機関のような役割を担っていたが、鷺宮女子高銃撃テロ事件で藤本と原口が公安警察特務捜査課を裏切ったため、藤本は逮捕されて所長を解任された。鷺宮女子高銃撃テロ事件が世紀の警察不祥事として報じられ「蜂」関連の施設や組織の一時的な閉鎖や解体を余儀なくされる中、当研究所は「蜂」以外の動植物を研究していたこともあってか閉鎖を免れている。
公安警察特務捜査課 / 公安部第6課
「蜂」に関する犯罪を収拾するために設立された警察組織。「兵士」の逮捕や駆除が主な任務だが、その裏では「蜂」や「女王」を科学的に解明して「兵士」を生み出す機構を技術として抽出しようとしている。だが、姫乃達が警察が隠蔽していた情報や鷺宮女子高銃撃テロ事件の真相をネットやテレビに流出させて世間の反感を買ってしまったため、支持率低下を恐れる真鍋総理と妻や娘を「兵士」に変えられた土岐田警視総監の手によって一時的に解体された。その約1年後に公安部第6課として復活し、「蜂」の駆除を目的とした計画や任務を秘密裏に遂行している。
鷺宮女子高銃撃テロ事件
「女王」園藤姫乃の捕獲を最重要目標として実行された特殊急襲部隊の大規模戦闘任務。捕獲対象は「女王」のみであり「兵士」は全員射殺。また、判別困難な場合は一般市民の射殺も止む無しとしており、「兵士」か否かを問われること無く特殊急襲部隊の進路上にいた生徒達は躊躇無く射殺された。だが、肝心の姫乃が渚達の自己犠牲的奮戦と藤本達の裏切りによって校内からの脱出に成功した。其処で、事前に用意した今回の任務の偽りの理由に園藤知世（によく似た役者）の逮捕を加えて報道に流させて姫乃を東京に誘き寄せようとした。だが、姫乃が一週間かけて築き上げた人脈によって警察組織が浸食され、「蜂」の存在を国民に隠蔽したことや「兵士」以外の生徒まで射殺したことなどの警察側にとって不利な情報がネットやテレビに流出してしまい、「蜂」関連の施設や組織の一時的な閉鎖や解体を余儀なくされた。その後、この事件は世紀の警察不祥事として報じられ、事件から一年経っても一部の雑誌が特集を組むなどの話題となった。
TBNテレビ
鹿島優美が所属するテレビ局。鹿島が「兵士」化したことで、何処のテレビ局より早く鷺宮女子高銃撃テロ事件の真相を入手し、何処のテレビ局より早く姫乃へのインタビューに成功した。本社ビルの住所は東京都港区赤坂5丁目。
善意アレルギー
安達瑞が患っている奇病。ある程度以上の好意や親切など善意から来る無償の奉仕を受けると自律神経を失調し突如目眩や吐き気に襲われるという症状。そのため、瑞は至るところで嘔吐している。
傅け！服部さん
単行本巻末おまけマンガ。服部渚のやや暴走気味な愛情と比較する形でミツバチの習性を解説している。

## 書誌情報
- 村田真哉（原作）・柳井伸彦（作画）『ヒメノスピア』ヒーローズ〈ヒーローズコミックス〉、全8巻
  1. 2018年1月25日発売[1]、ISBN 978-4-86468-536-8
  2. 2018年3月5日発売[2]、ISBN 978-4-86468-549-8
  3. 2018年9月5日発売[3]、ISBN 978-4-86468-590-0
  4. 2019年3月5日発売[4]、ISBN 978-4-86468-630-3
  5. 2019年10月5日発売、ISBN 978-4-86468-675-4
  6. 2020年4月3日発売、ISBN 978-4-86468-717-1
  7. 2020年10月5日発売、ISBN 978-4-86468-755-3
  8. 2021年4月28日発売[5]、ISBN 978-4-86468-796-6